# Nicu Ceaușescu

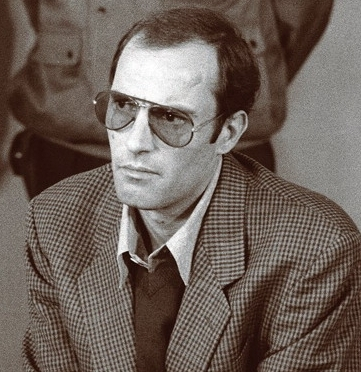
Nicu Ceaușescu (1990)

Nicu Ceaușescu (* 1. September 1951 in Bukarest; † 26. September 1996 in Wien) war ein rumänischer Politiker der Rumänischen Kommunistischen Partei (PCR).

## Leben und politischer Werdegang
Als jüngstes Kind des rumänischen Herrscherpaares Nicolae und Elena Ceaușescu wurde Nicu in der Sozialistischen Republik Rumänien sehr früh zum „Kronprinzen“ auserwählt und systematisch aufgebaut. So wurde er schnell Chef des Kommunistischen Jugendverbandes in Rumänien und war damit von Dezember 1983 bis Oktober 1987 Jugendminister des Landes. Ende 1987 ernannte Ceaușescu seinen Sohn zum Sekretär der PCR im Kreis Sibiu (Hermannstadt) und zum Kandidaten des Politbüros der PCR.
In der Bevölkerung war der Sprössling des Ceaușescu-Clans wegen seiner Eskapaden gefürchtet und verhasst zugleich. Nicu Ceaușescu liebte den Luxus, veranstaltete gern nächtliche Zechgelage und schreckte vor allem vor brutaler Gewalt nicht zurück. Überliefert sind zahllose Vergewaltigungen und Übergriffe auf Gäste von Nachtclubs. Während der Rumänischen Revolution 1989 erteilte er als Kreissekretär von Sibiu den Sicherheitskräften Schießbefehl, was den Tod von 91 Menschen zur Folge hatte. Dabei gab er Weisung, ohne Vorwarnung auf die Demonstranten zu feuern. Im weiteren Verlauf der politischen Umwälzungen in Rumänien wurde auch er verhaftet und später in Bukarest vor ein Tribunal gestellt. Wie seine Schwester Zoia wurde er verurteilt; am 21. September 1990 erhielt er eine Strafe von 20 Jahren Gefängnis.
Nicu Ceaușescu war zu dieser Zeit bereits alkoholkrank. Im November 1992 wurde er wegen einer Leberzirrhose aus der Haft entlassen, an der er am 26. September 1996 im Allgemeinen Krankenhaus der Stadt Wien starb. Sein Grab befindet sich, wie das seiner Eltern, auf dem Ghencea-Friedhof in Bukarest.